# セレツェ・カーマ
セレツェ･カーマ（Seretse Goitsebeng Maphiri Khama, 1921年7月1日-1980年7月13日）は、ボツワナ共和国初代大統領。在任1966年-1980年。政治経済に優れた手腕を発揮し、現在のボツワナ繁栄の礎を築いた。

## 前半生
1921年7月1日、英領ベチュアナランドに居住するツワナ人の有力部族、ングワト族の第一王子としてセロウェで生まれる。父はングワト王セコマ2世、祖父はその前のングワト王カーマ3世である。1925年に父が亡くなり、彼は4歳にしてングワト王となり、叔父のツェケディ・カーマが摂政となった。母テボホは近隣の一族の王女だが、1930年に没している。
南アフリカ連邦（現：南アフリカ共和国）の寄宿学校に通ったあと、南アフリカのフォートヘア大学で1944年に文学士号を取り、オックスフォード大学へと留学した。

## 結婚問題
1947年6月頃、カーマはロイズの行員だったイギリス人女性ルース・ウィリアムズと出会う。1年後の1948年6月に結婚を申し込み、9月29日2人は結婚したが、この結婚はアパルトヘイトを行っている南の隣国・南アフリカ連邦を強く刺激した。ツェケディ・カーマを初めングワト族の長老たちもこの結婚には反対し、更にカーマが事前に相談もなく決めたことに難色を示した。ングワト族の慣習では、王の結婚相手は一族の中から選ばれ、王の妻として、王の後継者の母として、また一族の母としてふさわしい人物かどうか長老たちの許可が必要であった。カーマ夫妻は結婚の同意を得るためベチュアナランドに渡り、セロウェでのングワト族の伝統的な会合・民会であるコトラ（kgotla）に出席。3500人から1万人の出席者を集め、1週間にわたって開催された。コトラは既に2回開かれており、結婚か王位かの二者択一を迫る姿勢を示していたが、結論はカーマのスピーチを受けて彼の勝利に終わり、ツェケディ・カーマはングワト領を離れ、カーマは学業を完了させるためロンドンへと戻った。
しかし、南アフリカ連邦はこの結婚に反対し続け、ベチュアナランドの宗主国イギリスにカーマの王位を放棄させるよう圧力をかけた。当時イギリスは第二次世界大戦後の窮乏期で、南アフリカの資源を必要としていたため、イギリス議会はカーマに王位の放棄を求め、それが認められるまでカーマの帰国を認めなかった。これに伴い、ングワトの英国への態度が硬化し始めた。なお、この頃長女のジャックリーン、そして後に4代目大統領となる長男イアン・カーマも生まれている。

## 帰国
1956年、対立関係にあった叔父ツェケディがイギリスを訪れカーマを説得、ついにカーマは王位の放棄を決心する。二人は共同の会見を開き、王位の放棄と二人の和解を発表、家族とともにングワトへの帰国を望んだ。これをイギリス政府は認め、カーマ夫妻は一市民としてベチュアナランドに戻ることになった。帰国したカーマはングワト議会の議員となった。
1962年、カーマはクェット・マシーレらとベチュアナランド民主党（現在のボツワナ民主党）を結成、独立運動を開始する。カーマがングワトの王位継承者であったことにより、当初はベチュアナランド最大氏族・ングワトだけの政党であったが、カーマの穏健な政策は共感を呼び、支持は拡大。全国的な政党となった。1965年、ベチュアナランド最初の議会選挙が行われ、ベチュアナランド民主党はパンアフリカニストや共産主義者を破って圧勝し、カーマは首相に就任。1966年9月30日、ボツワナは独立を果たし、カーマは初代大統領に就任する。

## 独立後
独立こそ達成はしたものの、当時のボツワナにはこれといった産業がなく、世界最貧国20カ国に数えられていた。国民はほぼ牧畜のみで生計を立てており、政府の必要経費すら英国からの援助に頼る状態であった。独立時、英国からは南アフリカへの併合も提案されたという。さらに周囲は、南アフリカ共和国とローデシアという白人主導国家に完全に囲まれており、白人諸国への妥協なしでは国家の存続すら危うい状況であった。
しかし、彼には強運があった。独立からわずか一年後の1967年にそれはやってきた。中部のオラパで世界最大級のダイヤモンド鉱脈が発見されたのである。カーマはすぐさま南アフリカの世界的ダイヤモンドシンジケートデ・ビアスと開発契約を結び、これによってボツワナ政府は安定的な財源を得ることができるようになった。天からの賜物を、カーマは無駄にはしなかった。ダイヤモンド鉱山の収益は初等教育・医療・インフラストラクチャー整備に優先的に振り向けられ、経済成長の礎となった。1967年から1980年まで、ボツワナ経済は世界最速の経済成長を記録し続けた。また、カーマは汚職に対し強力な対抗策をとり、アフリカの新独立国の中でボツワナはもっとも政府の腐敗が少ない国となった。政府腐敗の少なさと潤沢な資金による開発計画の実行は、行政効率の向上を促し、他国からの援助も効果的に使われるようになった。また、自身のプライベートにおいても人種対立に直面してきたカーマは建国当初より人種間の融和を重んじ、他国において急速に進められた政府職員の「アフリカ化」を積極的には行わず、代わり得る人材がいない限り継続して雇用された。これによって多くのアフリカ諸国で起こった行政能力の低下がおこらず、以後の国家の発展に外国人職員は重要な役割を果たした。
外交に関しては、周囲の白人諸国と適度に距離をとりながらの国家建設を行う。アパルトヘイトには反対の立場だったが、国内の開発はデ・ビアスをはじめとする南アフリカ資本にゆだねており、カーマの立場は穏健なものにならざるを得なかった。1979年、カーマは南部アフリカ開発調整会議（SADCC：1992年に南部アフリカ開発共同体に改組）の構想を提案する。これは南アフリカを取り囲む形で存在する黒人諸国が運輸通信部門で南アフリカ共和国からの自立を成し遂げようとするものであり、1980年正式に発足。本部はボツワナの首都ハボローネにおかれた。また、ジンバブエ独立戦争においては白人至上主義のローデシア政府と黒人を主体とする反政府勢力との仲裁を行った。
内政においては、独立以来の複数政党制に基づく民主主義を堅持した。ボツワナ民主党がカーマ人気と堅実な治績でつねに議会内で圧倒的多数を占めていたため、無理に強権的な一党制にする必要がなかったともいえるが、他のほとんどのアフリカ諸国とは違い、一度も独裁に傾かず議会制民主主義を守り抜いたのは特筆に価する。
晩年のカーマは長く糖尿病を患い、それに伴う各種の疾患に苦しんだ。1974年には心臓ペースメーカーを埋める手術を受けている。カーマは1980年7月13日、膵癌によってハボローネで妻ルースの腕に抱かれながらこの世を去った。59歳没。政権は、彼の右腕だった副大統領クェット・マシーレが継いだ。ハボローネでの遺体の一般公開には、4000人を超える人々が参列し、別れを惜しんだ。彼は生まれ故郷のセロウェにて埋葬された。